# Knjigovodstvo
Knjigovodstvo je sustav koji na temelju dokazivih isprava prati gospodarske procese i financijske tokove te vremenskim slijedom sustavno bilježi u poslovne knjige nastale poslovne promjene imovine, kapitala, obveza, prihoda, rashoda i financijskih rezultata poslovanja.

## Poslovne knjige
Poslovne knjige vode se prema   knjigovodstvenim načelima,  standardima i pravilima knjigovodstvene struke te dostignuća računovodstva kao sastavnice ukupne gospodarske znanosti.

## Zadaća knjigovodstva
Temeljne zadaće knjigovodstva:
- sustav prikupljanja podataka o promjenama u poslovanju poduzetnika,  i to na temelju vjerodostojnih knjigovodstvenih isprava
- bilježenje u poslovne knjige svih nastalih promjena imovine,  kapitala, obveza, rashoda, prihoda i dobiti, kronološkim redom.
- utvrđivanje poslovnog rezultata praćenjem ukupnog poslovanja poduzetnika, nadzorom i određivanjem odgovornosti za nastale rashode u odnosu prema ostvarenim prihodima
- pružanje uvida poslovoditeljima i vlasnicima kapitala u poslovne procese i financijske tokove kao valjane podloge za upravljanje, odlučivanje i izvještavanje
- osiguranje potrebnih podataka za izradu kalkulacije cijene, troškova kupnje i nabave materijala, poluproizvoda robe, usluga, dugotrajne imovine
- sastavljanje temeljnih financijskih izvješća temeljem knjigovodstvenih informacija